# Valadares (Baião)
Valadares ist eine Gemeinde im Norden Portugals.
Valadares gehört zum Kreis Baião im Distrikt Porto, besitzt eine Fläche von 9,9 km² und hat 733 Einwohner (Stand 19. April 2021).